# Kolarstwo na Letnich Igrzyskach Olimpijskich 1948 – wyścig drużynowy na dochodzenie mężczyzn
Wyścig drużynowy na dochodzenie był jedną z konkurencji rozgrywanych podczas XIV Letnich Igrzysk Olimpijskich. Został rozegrany w dniach 7 - 9 sierpnia 1948 roku na Herne Hill Velodrome w Londynie.
Wystartowało 15 zespołów.

## Wyniki

### Pierwsza runda
Zwycięzcy poszczególnych wyścigów awansowali do ćwierćfinału. Ponieważ liczba drużyn był nieparzysta, ustalono, że zespół Finlandii, który startował w wyścigu ósmym, aby zakwalifikować się do ćwierćfinału, musi uzyskać lepszy czas niż najlepsza z drużyn, które przegrały swoje wyścigi eliminacyjne. Ponieważ zespół Australii uzyskał lepszy czas niż Finowie, to Australia awansowała do ćwierćfinału.  
Wyścig 1
| Pozycja | Państwo         | Zawodnicy                                                  | Czas   | Uwagi |
| ------- | --------------- | ---------------------------------------------------------- | ------ | ----- |
| 1.      | Wielka Brytania | Alan Geldard Tommy Godwin David Ricketts Wilf Waters       | 5:12,7 | Q     |
| 2.      | Kanada          | Lorne Atkinson William Hamilton Lance Pugh Laurent Tessier | 5:38,2 |       |

Wyścig 2
| Pozycja | Państwo | Zawodnicy                                                       | Czas   | Uwagi |
| ------- | ------- | --------------------------------------------------------------- | ------ | ----- |
| 1.      | Francja | Charles Coste Serge Blusson Fernand Decanali Pierre Adam        | 5:03,6 | Q     |
| 2.      | Austria | Walter Freitag Hans Goldschmid Josef Pohnetal Heinrich Schiebel | 5:18,8 |       |

Wyścig 3
| Pozycja | Państwo    | Zawodnicy                                                 | Czas   | Uwagi |
| ------- | ---------- | --------------------------------------------------------- | ------ | ----- |
| 1.      | Szwajcaria | Walter Bucher Gaston Gerosa Eugen Kamber Hans Pfenninger  | 5:13,8 | Q     |
| 2.      | Argentyna  | Roberto Guerrero Julio Alba Ambrosio Aimar Enrique Molina | 5:17,1 |       |

Wyścig 4
| Pozycja | Państwo | Zawodnicy                                                    | Czas   | Uwagi |
| ------- | ------- | ------------------------------------------------------------ | ------ | ----- |
| 1.      | Włochy  | Arnaldo Benfenati Guido Bernardi Anselmo Citterio Rino Pucci | 5:10,2 | Q     |
| 2.      | Indie   | Adi Havewala Jehangoo Amin Rohinton Noble Piloo Sarkari      | 6:00,5 |       |

Wyścig 5
| Pozycja | Państwo  | Zawodnicy                                                                 | Czas   | Uwagi |
| ------- | -------- | ------------------------------------------------------------------------- | ------ | ----- |
| 1.      | Urugwaj  | Atilio François Juan de Armas Luis Ángel de los Santos Waldemar Bernatzky | 5:08,6 | Q     |
| 2.      | Holandia | Gerrit Voorting Joop Harmans Theo Blankenaauw Henk Faanhof                | 5:14,7 |       |

Wyścig 6
| Pozycja | Państwo           | Zawodnicy                                                            | Czas   | Uwagi |
| ------- | ----------------- | -------------------------------------------------------------------- | ------ | ----- |
| 1.      | Belgia            | Jos De Beukelaere Maurice Blomme Georges Vanbrabant Raphaël Glorieux | 5:05,5 | Q     |
| 2.      | Stany Zjednoczone | Al Stiller Thomas Montemage Ted Smith                                | 5:22,5 |       |

Wyścig 7
| Pozycja | Państwo   | Zawodnicy                                                 | Czas   | Uwagi |
| ------- | --------- | --------------------------------------------------------- | ------ | ----- |
| 1.      | Dania     | Max Jørgensen Børge Gissel Børge Mortensen Benny Schnoor  | 5:04,1 | Q     |
| 2.      | Australia | Sidney Patterson Jim Nestor Jack Hoobin Russell Mockridge | 5:06,5 | q     |

Wyścig 8
| Pozycja | Państwo   | Zawodnicy                                                   | Czas   | Uwagi |
| ------- | --------- | ----------------------------------------------------------- | ------ | ----- |
| 1.      | Finlandia | Onni Kasslin Paavo Kuusinen Erkki Koskinen Torvald Högström | 5:17,4 |       |

### Ćwierćfinały
W drugiej rundzie podział na poszczególne wyścigi odbył się na podstawie wyników pierwszej rundy i odbył się według zasady:
Wyścig 1 : 1 drużyna kwalifikacji z 8 drużyną kwalifikacji

Wyścig 2 : 2 drużyna kwalifikacji z 7 drużyną kwalifikacji

Wyścig 3 : 3 drużyna kwalifikacji z 6 drużyną kwalifikacji

Wyścig 4 : 4 drużyna kwalifikacji z 5 drużyną kwalifikacji

Zwycięzcy wyścigów awansowali do półfinałów.
Wyścig 1
| Pozycja | Państwo    | Zawodnicy                                                | Czas   | Uwagi |
| ------- | ---------- | -------------------------------------------------------- | ------ | ----- |
| 1.      | Francja    | Charles Coste Serge Blusson Fernand Decanali Pierre Adam | 5:00,5 | Q     |
| 2.      | Szwajcaria | Walter Bucher Gaston Gerosa Eugen Kamber Hans Pfenninger | 5:09,2 |       |

Wyścig 2
| Pozycja | Państwo         | Zawodnicy                                                | Czas   | Uwagi |
| ------- | --------------- | -------------------------------------------------------- | ------ | ----- |
| 1.      | Wielka Brytania | Alan Geldard Tommy Godwin David Ricketts Wilf Waters     | 5:02,9 | Q     |
| 2.      | Dania           | Max Jørgensen Børge Gissel Børge Mortensen Benny Schnoor | 5:05,6 |       |

Wyścig 3
| Pozycja | Państwo | Zawodnicy                                                            | Czas   | Uwagi |
| ------- | ------- | -------------------------------------------------------------------- | ------ | ----- |
| 1.      | Włochy  | Arnaldo Benfenati Guido Bernardi Anselmo Citterio Rino Pucci         | 4:59,0 | Q     |
| 2.      | Belgia  | Jos De Beukelaere Maurice Blomme Georges Vanbrabant Raphaël Glorieux | 5:05,7 |       |

Wyścig 4
| Pozycja | Państwo   | Zawodnicy                                                                 | Czas   | Uwagi |
| ------- | --------- | ------------------------------------------------------------------------- | ------ | ----- |
| 1.      | Urugwaj   | Atilio François Juan de Armas Luis Ángel de los Santos Waldemar Bernatzky | 5:03,5 | Q     |
| 2.      | Australia | Sidney Patterson Jim Nestor Jack Hoobin Russell Mockridge                 | 5:07,7 |       |

### Półfinały
Wyścig 1
| Pozycja | Reprezentacja   | Zawodnicy                                                | Czas   | Uwagi |
| ------- | --------------- | -------------------------------------------------------- | ------ | ----- |
| 1.      | Francja         | Charles Coste Serge Blusson Fernand Decanali Pierre Adam | 4:54,4 |       |
| 2.      | Wielka Brytania | Alan Geldard Tommy Godwin David Ricketts Wilf Waters     | 4:59,1 |       |

Wyścig 2
| Pozycja | Zawodnicy | Reprezentacja                                                             | Czas   | Uwagi |
| ------- | --------- | ------------------------------------------------------------------------- | ------ | ----- |
| 1.      | Włochy    | Arnaldo Benfenati Guido Bernardi Anselmo Citterio Rino Pucci              | 5:00,5 |       |
| 2.      | Urugwaj   | Atilio François Juan de Armas Luis Ángel de los Santos Waldemar Bernatzky | 5:06,3 |       |

### Wyścig o brązowy medal
| Pozycja | Reprezentacja   | Zawodnicy                                                                 | Czas   | Uwagi |
| ------- | --------------- | ------------------------------------------------------------------------- | ------ | ----- |
| brąz    | Wielka Brytania | Alan Geldard Tommy Godwin David Ricketts Wilf Waters                      | 4:55,8 |       |
| 4.      | Urugwaj         | Atilio François Juan de Armas Luis Ángel de los Santos Waldemar Bernatzky | 5:04,4 |       |

### Finał
| Pozycja | Reprezentacja | Zawodnicy                                                    | Czas   | Uwagi |
| ------- | ------------- | ------------------------------------------------------------ | ------ | ----- |
| złoto   | Francja       | Charles Coste Serge Blusson Fernand Decanali Pierre Adam     | 4:57,8 |       |
| srebro  | Włochy        | Arnaldo Benfenati Guido Bernardi Anselmo Citterio Rino Pucci | 5:36,7 |       |